# Exilisciurus concinnus
Exilisciurus concinnus — вид гризунів родини Sciuridae. Це ендемік Філіппін. Мешкає на висотах від рівня моря до 2000 метрів. Це низинний та гірський вид первинних та вторинних лісів, його найбільша чисельність спостерігається на середніх висотах на невеликих вирубках.

## Характеристики
E. concinnus досягає довжини тіла приблизно 8,5–8,8 сантиметра та важить близько 28 грамів, що робить її одним із найменших видів вивірок у світі. Хвіст виростає до 6,2–6,8 сантиметра завдовжки, що робить його коротшим за решту тіла. Зверху тварини темно-коричневі з червонуватим відтінком, а знизу світліше коричневі.

## Спосіб життя
Про спосіб життя доступно мало інформації. Ці тварини ведуть денний спосіб життя, активні з раннього ранку протягом дня. Вони зустрічаються в нижніх та середніх частинах дерев, де переважно тримаються на стовбурах дерев, на нижній стороні гілок, у дуплах дерев та біля пнів. Коли їх турбують, вони швидко біжать головою вниз по стовбурах дерев та ховаються серед коріння дерев. Вони спілкуються за допомогою короткого, високочастотного цвірінькання.